# Copacabana (film)
Copacabana is een Frans-Belgische film van Marc Fitoussi die werd uitgebracht in 2010. 

## Verhaal
Het verhaal speelt zich af in Noord-Frankrijk. Babou, een joviale, non-conformistische en losbollige vijftigster, heeft zich nooit iets aangetrokken van enige sociale conventie. Een geregeld leven is niet aan haar besteed en haar plaats op de maatschappelijke ladder laat haar koud. Ze komt rond dankzij een toelage van de sociale bijstand en dankzij tijdelijke jobs. 
Wanneer ze echter te weten komt dat haar dochter Esméralda zich zo erg voor haar schaamt dat ze zelfs niet wordt uitgenodigd op Esméralda's huwelijk, is ze diep gekwetst in haar trots en in haar moederliefde. Ze neemt zich voor verandering te brengen in haar lichtzinnig leven. Ze wil per se zichzelf bewijzen. Ze aanvaardt een job aan de Belgische kust waar ze timesharing-appartementen aan de man moet brengen. Zo hoopt ze opnieuw het respect van haar dochter te winnen en ook het nodige geld bijeen te sparen voor een degelijk huwelijksgeschenk. 
Ze komt terecht in een winters Oostende. Aanvankelijk loopt een en ander niet zoals ze had gehoopt.

## Rolverdeling
| Acteur           | Personage                                           |
| ---------------- | --------------------------------------------------- |
| Isabelle Huppert | Babou                                               |
| Aure Atika       | verkoopleidster in Oostende                         |
| Lolita Chammah   | Esméralda, de dochter van Babou en Isabelle Huppert |
| Jurgen Delnaet   | Bart, de Oostendse dokwerker                        |
| Chantal Banlier  | Irène, de vrouw die een kamer deelt met Babou       |
| Magali Woch      | Sophie, de jonge zwerfster                          |
| Guillaume Gouix  | Kurt, de jonge zwerver                              |
| Luis Rego        | Patrice, de goede vriend van Babou                  |
| Joachim Lombard  | Justin, de vriend van Esméralda                     |